# Komatsu (Ishikawa)
Pour les articles homonymes, voir Komatsu (homonymie).
Komatsu (小松市, Komatsu-shi) est une ville située dans la préfecture d'Ishikawa, au Japon.

## Géographie

### Situation
Komatsu est située dans le sud de la préfecture d'Ishikawa, au bord de la mer du Japon.

### Municipalités limitrophes
| mer du Japon | Nomi      | Hakusan |
| Kaga         | Komatsu   | Hakusan |
| Kaga         | Katsuyama | Hakusan |

### Démographie
En janvier 2020, la population de la ville de Komatsu était de 107 730 habitants pour une superficie de 371,05 km2.

### Climat
Komatsu a un climat subtropical humide caractérisé par des étés chauds et humides et des hivers froids avec de fortes chutes de neige. La température moyenne annuelle est de 13,6 °C. La pluviométrie annuelle moyenne est de 2 098 mm, décembre étant le mois le plus humide.

### Hydrographie
Le fleuve Kakehashi prend sa source à Komatsu.

## Histoire
Le bourg moderne de Komatsu est créé en 1889. Il obtient le statut de ville en 1940.

## Économie
L'entreprise Komatsu Ltd est originaire de la ville.

## Culture locale et patrimoine
- Ruines du château de Komatsu.
- Hōshi ryokan

## Transports
Komatsu possède un aéroport.
La ville est desservie par la ligne Shinkansen Hokuriku de la JR West à la gare de Kagaonsen depuis le 16 mars 2024. Elle est également desservie par la ligne IR Ishikawa Railway.

## Jumelage
Komatsu est jumelée avec :
- Suzano (Brésil),
- Vilvoorde (Belgique),
- Gateshead (Royaume-Uni),
- Jining (Chine),
- Guilin (Chine),
- Angarsk (Russie),
- Changhua (Taïwan),
- District de Changnyeong (Corée du Sud).

## Dans la culture populaire
La série d'animation japonaise Yomigaeru Sora – Rescue Wings se passe dans cette ville.

## Galerie d'images

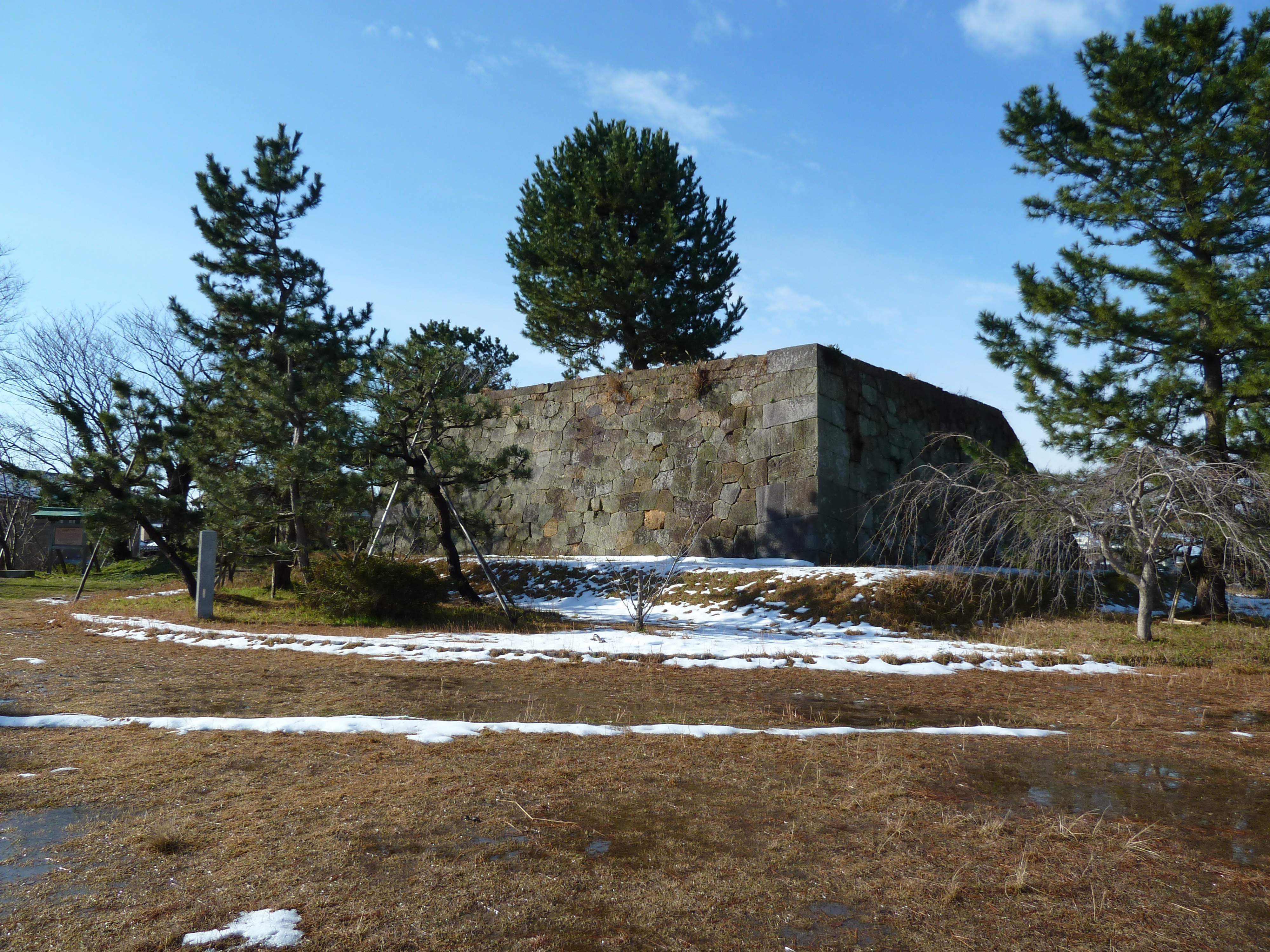
Vestiges du château de Komatsu.
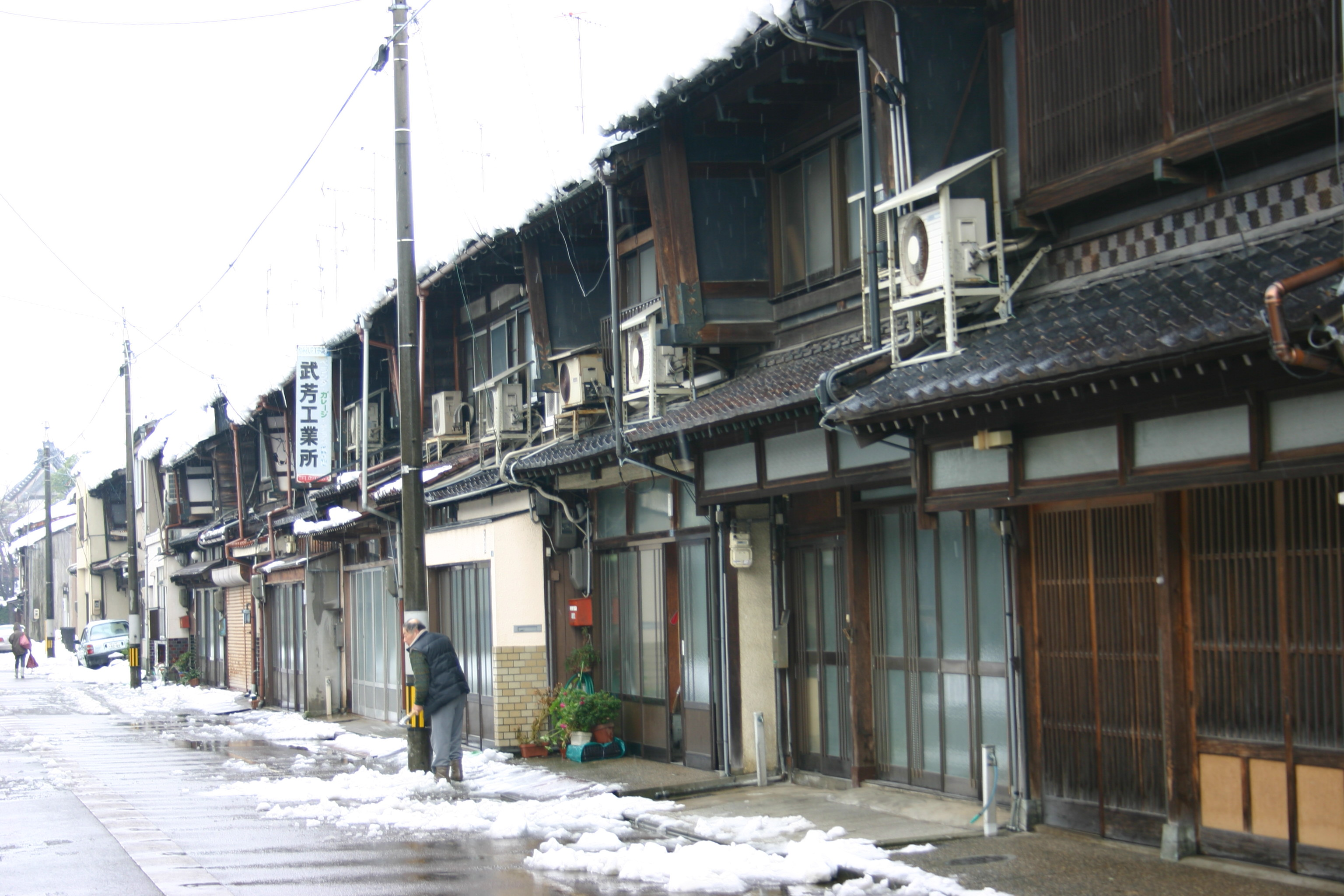
Vieille ville.
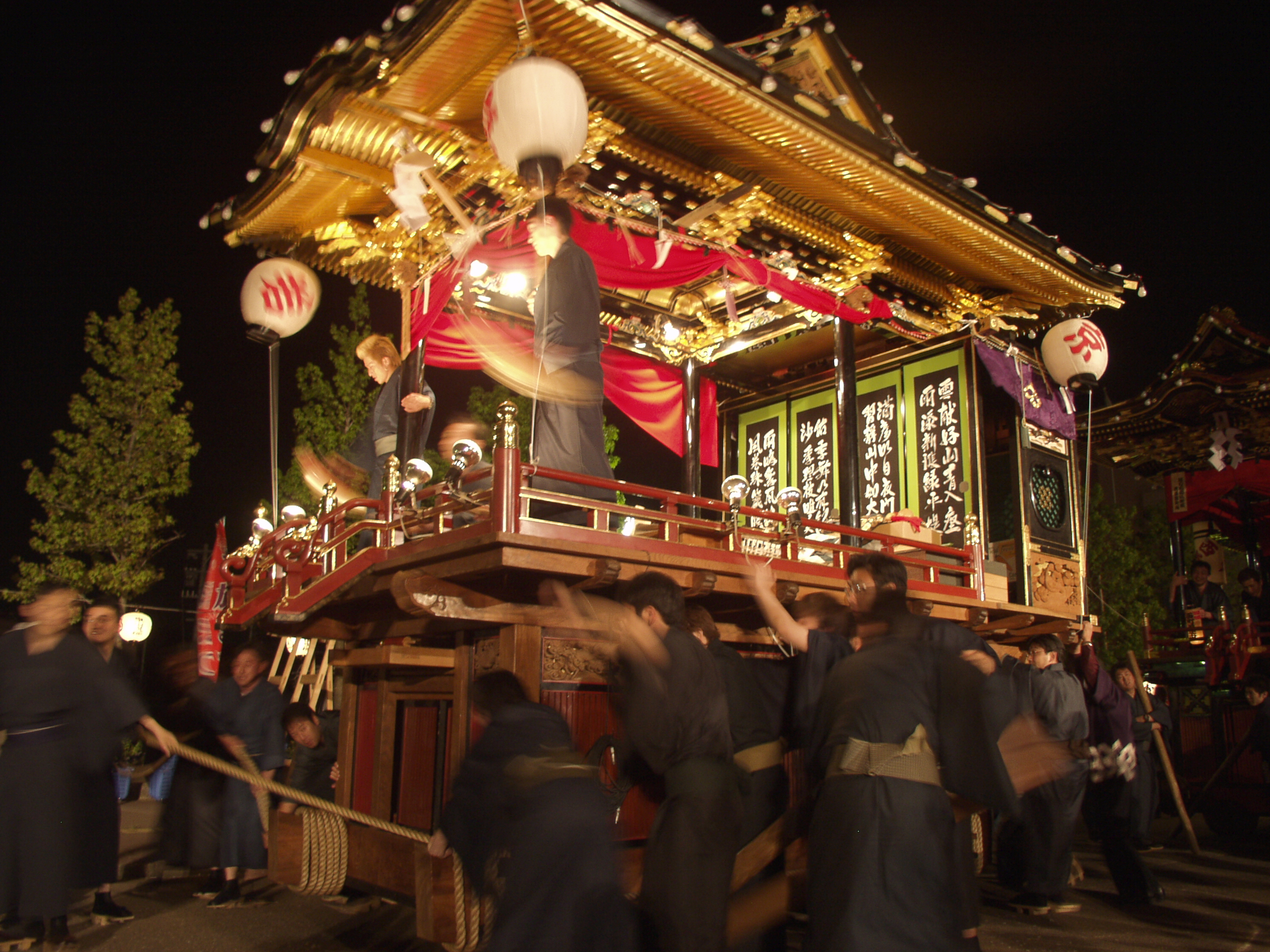
Festival d'Otabi.